# 朱挺
朱挺（1985年7月15日—），出生于辽宁省大连市，足球运动员，司职右后卫。
朱挺2003年进入大连实德一队，2004年曾租借效力大连长波，且在2007年赛季成为大连实德队的主力前锋。他曾同时入选中国国家足球队和中国国奥队，是中国参加2008年奥运会22人名单中的四名候补球员之一。
2011赛季，他被葡萄牙教练内罗·文加达改造成为右后卫，并在新位置有出色的表现，先后在对阵上海申花（2011赛季）和广州恒大（2012赛季）取得关键进球。2012年8月，他以右后卫的身份再次入选中国国家队和加纳国家足球队的国际友谊赛名单，但没有在比赛中出场。2012年11月加盟武汉卓尔足球俱乐部。
2015年2月，朱挺返回家乡球队，加盟大连阿尔滨足球俱乐部。
2021年4月9日，青岛足球俱乐部官方宣布朱挺加盟。
2022年4月22日，朱挺重返家乡球队，加盟大连人职业足球俱乐部。